# Paraphylax annulatus
Paraphylax annulatus är en stekelart som först beskrevs av Cameron 1911.  Paraphylax annulatus ingår i släktet Paraphylax och familjen brokparasitsteklar. Inga underarter finns listade i Catalogue of Life.